# Correio Riograndense
O Correio Riograndense é um jornal digital brasileiro editado na cidade de Caxias do Sul pela
Associação Literária São Boaventura de posse da Ordem dos Frades Menores Capuchinhos. O jornal, que possuía circulação semanal em todo o território nacional, tem uma linha editorial voltada para a agricultura familiar, religião, comportamento, meio ambiente, com linha clara em defesa da vida, como propósito dos proprietários. O jornal é um dos mais antigos  do Brasil.
Foi fundado em 13 de fevereiro de 1909 pelo padre Carmine Fasulo sob o nome La Libertá, publicado em língua italiana. Pouco tempo depois, foi adquirido pelo paróco de Garibaldi, cidade para onde o jornal foi transferido com o nome de Il Colono Italiano. Em 1917 foi adquirido pelo frei Bruno de Gillonnay, que lhe deu o nome de La Staffetta Riograndense – settimanale catolico de la colonia. A partir de 1941 houve a proibição de jornais em língua estrangeira, o que obrigou a publicação a ser então nomeada de Correio Riograndense, passando a ser publicado em língua portuguesa. Em 1952, voltou a ser editado em Caxias do Sul. A versão online surgiu em 2 de setembro de 2015.